# Kategoria Superiore 2024/25
Die Kategoria Superiore 2024/25 (offizielle ausgetragen als Abissnet Superiore) war die 85. Spielzeit der höchsten albanischen Spielklasse im Männerfußball. Sie begann am 10. August 2024 und endete am 27. April 2025. Im Anschluss fanden die Play-off-Spiele statt, in dem die besten vier Teams der regulären Runde den Meister ausspielen.
Meister wurde Titelverteidiger KS Egnatia Rrogozhina. Aufgestiegen waren AF Elbasani und KS Bylis Ballsh, die die abgestiegenen Vereine FK Kukësi und KF Erzeni Shijak ersetzten.

## Modus
Die zehn Vereine spielten im Verlauf der Saison an 36 Spieltagen viermal gegeneinander, zweimal zu Hause und zweimal auswärts. Die letzten zwei Teams stiegen am Saisonende direkt in die Kategoria e parë. Der Achtplatzierte spielte in der Relegation um den Klassenerhalt. Seit der letzten Saison spielten die vier besten Mannschaften in zwei Runden nach der Saison in einem Miniturnier den Meister und die drei weiteren Platzierungen aus. Bei einem Unentschieden entschied die bessere Platzierung in der regulären Saison über den Sieger.

## Vereine
| Logo                       | Verein                | Stadt      | Stadion                              |
| -------------------------- | --------------------- | ---------- | ------------------------------------ |
| Logo FK Egnatia Rrogozhina | KS Egnatia Rrogozhina | Rrogozhina | Arena Egnatia                        |
| Logo Partizani Tirana      | FK Partizani Tirana   | Tirana     | Kompleksi Partizani (Arena e Demave) |
| Logo KF Tirana             | KF Tirana             | Tirana     | Selman-Stërmasi-Stadion              |
| Logo Bylis Ballsh          | KS Bylis Ballsh       | Ballsh     | Adush-Muça-Stadion                   |
| Logo Teuta Durrës          | KS Teuta Durrës       | Durrës     | Niko-Dovana-Stadion                  |
|                            | AF Elbasani           | Elbasan    | Elbasan Arena                        |
| Logo Laçi                  | KF Laçi               | Laç        | Laç-Stadion                          |
| Logo FK Vllaznia Shkodra   | KS Vllaznia Shkodra   | Shkodra    | Loro-Boriçi-Stadion                  |
| Logo Dinamo City           | Dinamo City           | Tirana     | Selman-Stërmasi-Stadion              |
| Logo Skënderbeu Korça      | KF Skënderbeu Korça   | Korça      | Skënderbeu-Stadion                   |

## Statistiken

### Abschlusstabelle
| Pl. | Verein                       | Sp. | S  | U  | N  | Tore    | Diff. | Punkte |
| --- | ---------------------------- | --- | -- | -- | -- | ------- | ----- | ------ |
| 1.  | KS Egnatia Rrogozhina (M, P) | 36  | 16 | 11 | 9  | 047:300 | +17   | 59     |
| 2.  | KS Vllaznia Shkodra          | 36  | 15 | 12 | 9  | 054:390 | +15   | 57     |
| 3.  | Dinamo City                  | 36  | 14 | 13 | 9  | 049:410 | +8    | 55     |
| 4.  | FK Partizani Tirana          | 36  | 13 | 14 | 9  | 038:330 | +5    | 53     |
| 5.  | AF Elbasani (N)              | 36  | 11 | 17 | 8  | 040:380 | +2    | 50     |
| 6.  | KS Teuta Durrës              | 36  | 10 | 14 | 12 | 029:420 | −13   | 44     |
| 7.  | KS Bylis Ballsh (N)          | 36  | 11 | 9  | 16 | 033:500 | −17   | 42     |
| 8.  | KF Tirana                    | 36  | 7  | 18 | 11 | 043:440 | −1    | 39     |
| 9.  | KF Skënderbeu Korça          | 36  | 9  | 11 | 16 | 035:450 | −10   | 38     |
| 10. | KF Laçi                      | 36  | 8  | 13 | 15 | 031:370 | −6    | 37     |

Platzierungskriterien: 1. Punkte – 2. Direkter Vergleich (Punkte, Tordifferenz, geschossene Tore) – 3. Tordifferenz – 4. geschossene Tore

| (M) | amtierender albanischer Meister     |
| (P) | amtierender albanischer Pokalsieger |
| (N) | Neuaufsteiger                       |

### Kreuztabelle
| Spieltage 1–18       | Spieltage 1–18   | Spieltage 1–18        | Spieltage 1–18 | Spieltage 1–18 | Spieltage 1–18      | Spieltage 1–18        | Spieltage 1–18  | Spieltage 1–18 | Spieltage 1–18      | 2024/25               | Spieltage 19–36      | Spieltage 19–36  | Spieltage 19–36       | Spieltage 19–36 | Spieltage 19–36 | Spieltage 19–36     | Spieltage 19–36       | Spieltage 19–36 | Spieltage 19–36 | Spieltage 19–36     |
| Logo KS Bylis Ballsh | Logo Dinamo City | FK Egnatia Rrogozhina | AF Elbasani    | KF Laçi        | FK Partizani Tirana | Logo Skënderbeu Korça | KS Teuta Durrës | KF Tirana      | KS Vllaznia Shkodra | Verein                | Logo KS Bylis Ballsh | Logo Dinamo City | FK Egnatia Rrogozhina | AF Elbasani     | KF Laçi         | FK Partizani Tirana | Logo Skënderbeu Korça | KS Teuta Durrës | KF Tirana       | KS Vllaznia Shkodra |
| -------------------- | ---------------- | --------------------- | -------------- | -------------- | ------------------- | --------------------- | --------------- | -------------- | ------------------- | --------------------- | -------------------- | ---------------- | --------------------- | --------------- | --------------- | ------------------- | --------------------- | --------------- | --------------- | ------------------- |
|                      | 1:0              | 0:2                   | 0:1            | 2:1            | 0:0                 | 0:1                   | 4:0             | 2:2            | 1:0                 | KS Bylis Ballsh       |                      | 2:1              | 0:2                   | 1:1             | 0:0             | 1:0                 | 0:3                   | 1:0             | 0:3             | 1:0                 |
| 1:1                  |                  | 0:2                   | 2:1            | 2:1            | 1:2                 | 2:1                   | 2:0             | 2:1            | 2:1                 | Dinamo City           | 3:1                  |                  | 2:1                   | 3:1             | 2:0             | 1:0                 | 1:1                   | 1:1             | 0:2             | 0:0                 |
| 4:0                  | 1:1              |                       | 3:1            | 2:1            | 0:2                 | 1:0                   | 0:0             | 1:0            | 1:1                 | KS Egnatia Rrogozhina | 2:1                  | 2:0              |                       | 1:2             | 1:0             | 2:0                 | 0:0                   | 1:1             | 1:1             | 2:2                 |
| 3:1                  | 0:5              | 0:0                   |                | 1:0            | 1:1                 | 1:1                   | 3:0             | 1:1            | 1:2                 | AF Elbasani           | 1:0                  | 1:1              | 1:2                   |                 | 1:2             | 2:0                 | 0:0                   | 3:1             | 2:1             | 1:1                 |
| 0:0                  | 0:0              | 2:0                   | 1:1            |                | 1:1                 | 1:0                   | 0:1             | 0:0            | 3:1                 | KF Laçi               | 0:3                  | 1:0              | 1:1                   | 0:1             |                 | 0:0                 | 1:2                   | 3:0             | 3:1             | 2:2                 |
| 1:0                  | 2:2              | 1:1                   | 2:2            | 1:0            |                     | 2:1                   | 1:1             | 0:0            | 0:1                 | FK Partizani Tirana   | 2:3                  | 1:1              | 1:0                   | 0:1             | 1:0             |                     | 1:1                   | 0:0             | 1:1             | 2:0                 |
| 2:2                  | 2:2              | 0:1                   | 1:1            | 2:1            | 0:2                 |                       | 2:3             | 0:0            | 1:0                 | KF Skënderbeu Korça   | 1:2                  | 4:1              | 1:0                   | 0:2             | 0:2             | 1:2                 |                       | 2:1             | 1:1             | 0:4                 |
| 2:1                  | 1:1              | 2:1                   | 0:0            | 1:1            | 0:2                 | 1:1                   |                 | 3:1            | 1:2                 | KS Teuta Durrës       | 0:0                  | 0:0              | 2:1                   | 0:0             | 1:0             | 0:2                 | 1:0                   |                 | 2:1             | 1:3                 |
| 4:0                  | 0:0              | 1:1                   | 1:1            | 1:1            | 0:0                 | 2:1                   | 0:0             |                | 3:4                 | KF Tirana             | 2:2                  | 1:4              | 0:4                   | 1:1             | 4:1             | 3:0                 | 1:0                   | 0:1             |                 | 0:0                 |
| 2:0                  | 2:3              | 3:1                   | 0:0            | 2:1            | 2:2                 | 2:0                   | 2:1             | 2:2            |                     | KS Vllaznia Shkodra   | 3:0                  | 3:0              | 0:2                   | 1:1             | 1:1             | 2:0                 | 1:2                   | 0:0             | 2:1             |                     |

### Meisterrunde (Final 4)
Die Mannschaften auf den Plätzen eins bis vier spielten in einer einfachen Runde den Meister aus. Der Erst- und Zweitplatzierte waren gesetzt und hatten Heimrecht. Der Dritte und Vierte wurde dazugelost. Bei Punktgleichheit zählte die bessere Platzierung in der Hauptrunde.

#### Halbfinale
| Datum       |                       | Ergebnis |                     |
| ----------- | --------------------- | -------- | ------------------- |
| 4. Mai 2025 | KS Vllaznia Shkodra   | 2:1      | Dinamo City         |
| 5. Mai 2025 | KS Egnatia Rrogozhina | 00:0 1   | FK Partizani Tirana |

#### Spiel um Platz 3
| Datum        |             | Ergebnis |                     |
| ------------ | ----------- | -------- | ------------------- |
| 10. Mai 2025 | Dinamo City | 2:3      | FK Partizani Tirana |

#### Finale
| Datum        |                     | Ergebnis |                       |
| ------------ | ------------------- | -------- | --------------------- |
| 12. Mai 2025 | KS Vllaznia Shkodra | 0:4      | KS Egnatia Rrogozhina |

#### Teilnahme am europäischen Wettbewerb
| Rang | Verein                |
| ---- | --------------------- |
| 1.   | KS Egnatia Rrogozhina |
| 2.   | KS Vllaznia Shkodra   |
| 3.   | FK Partizani Tirana   |
| 4.   | Dinamo City           |

### Relegation
| Datum       |           | Ergebnis |              |
| ----------- | --------- | -------- | ------------ |
| 4. Mai 2025 | KF Tirana | 1:0      | KS Pogradeci |

### Torschützenliste
| Pl. | Name             | Mannschaft            | Tore |
| --- | ---------------- | --------------------- | ---- |
| 01. | Bekim Balaj      | KS Vllaznia Shkodra   | 17   |
| 02. | Regi Lushkaja    | KS Egnatia Rrogozhina | 14   |
| 03. | Walid Jarmouni   | KF Tirana             | 13   |
| 04. | Peter Itodo      | Dinamo City           | 12   |
| 04. | Baton Zabërgja   | Dinamo City           | 12   |
| 06. | Saleh Nasr       | KF Skënderbeu Korça   | 11   |
| 07. | Dejvi Bregu      | Dinamo City           | 10   |
| 08. | William Cordeiro | KF Laçi               | 09   |
| 08. | Ermir Rashica    | KF Skënderbeu Korça   | 09   |